# 慶應義塾マンドリンクラブ
慶應義塾マンドリンクラブは、1910年に田中常彦ら慶應義塾大学の有志によって創立されたマンドリンオーケストラ。2010年に創部100周年を迎えた。

## 活動

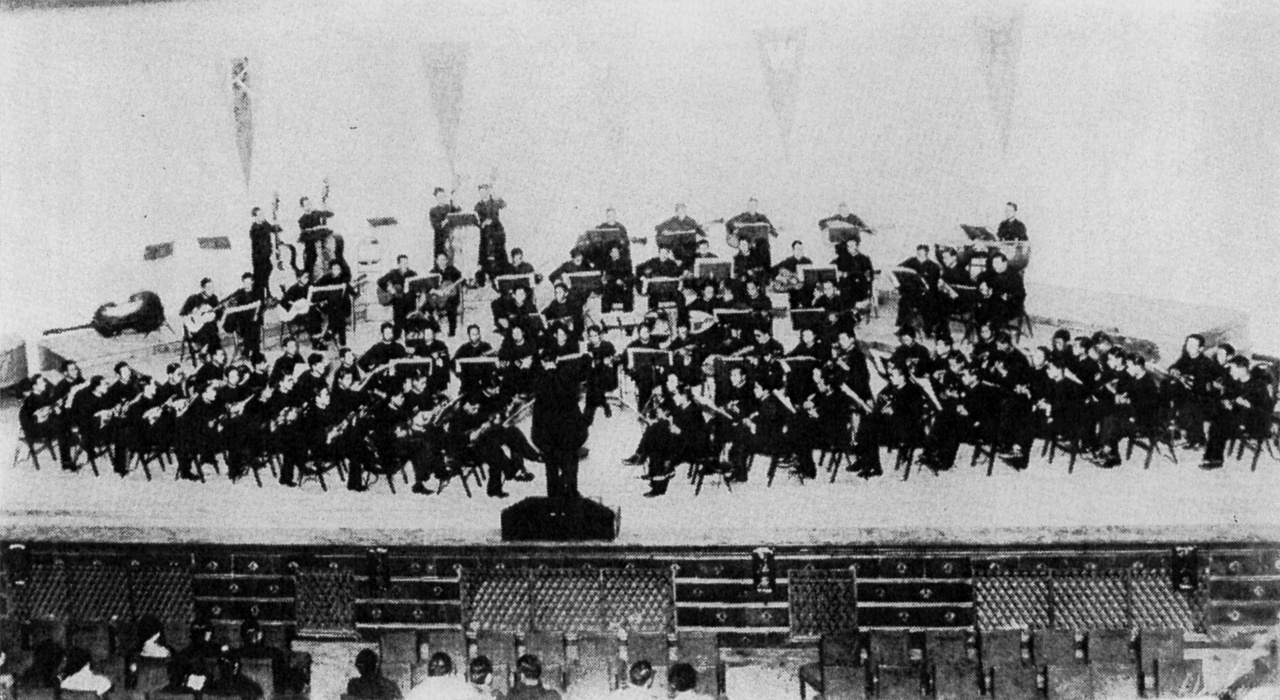
慶應・立教・早稲田・明治・法政の五大学マンドリンクラブ合同演奏会（1930年11月、日比谷公会堂）

明治30年代に慶應義塾において既に活動をしていた体育会に続き、文化団体（英語倶楽部、パレット倶楽部、ワグネル・ソサエティーなど）が創設され始めた。
そうした背景の中で、田中常彦をはじめとする塾生有志によって、慶應義塾マンドリンクラブは誕生、活動を開始した。
創立から2年後の1912年5月25日、横浜バンジョークラブを組織していたオーストラリア人のジョン・ゴーマンの後押しとマネジメントにより、横浜バンジョーズとの合同という形で、フェリス和英女学校 ヴァン・スカイック・ホールにて第1回の演奏会を開催した（KMC 約10名、YB 4名）。当時の入場料は1円、この時の団体名はプログラム表記が英語の為「KEIO MANDOLIN GUITAR BAND」としている。
しかし、同年6月23日の第2回以降長らく「慶應義塾マンドリン倶楽部」「慶応マンドリン倶楽部」という表記をしている。
結成以後、宮田政夫による指導のもとで活動を行い、規模の拡大を進めていった。
1929年6月には宮田の後継として、以後70余年もの間常任指揮者として活動することとなる服部正を指揮者として活動を始める。ラジオ体操第一（2・3代目）の作曲者としても知られる服部正は以後、当時マンドリン界において演奏されることの少なかったオーケストラ楽曲のマンドリンオーケストラ向け編曲や、ミュージカル・ファンタジー群の演奏への挑戦など、部に大きな影響を与えた。
戦時中は活動を休止し、それに伴う低迷期を迎えるが、戦後、慶應義塾一貫教育校にもマンドリンクラブは誕生（高等学校（塾高）、女子高等学校、志木高等学校、中等部の4校にマンドリンクラブが現在も存在する（高等学校（塾高）・女子高等学校の2校は合同）。
一貫校の繁栄に伴い、大学も1950年代に100名を越す大編成マンドリンオーケストラにまで成長し、それまでのマンドリンオーケストラには見られなかった、ミュージカル・ファンタジー群というジャンルへの挑戦もなされた。
1957年の第79回定期演奏会から1984年の第133回定期演奏会まで、昼夜2回公演。
1968年には第100回記念定期演奏会を開催。
また、国内外への演奏旅行も活発に行っており、記録が残っているものだけでも1913（大正2）年から現在まで、約380回を数える。
1963年以降はアメリカ（全7回）、オーストラリア、マレーシア、台湾への海外演奏旅行を実現。
1983年、マレーシアはクアラルンプールにおいて、マハティール・ビン・モハマド首相夫妻を招いて演奏会を開催（鳥居泰彦（後の塾長）がホストとして首相夫妻をご案内）。当時の険悪な日本 ― マレーシア関係を大いに和ませ、民間外交の役割も担った。
こうした活動の一方で1980年代後半から1990年代にかけては、部員数が減少する時期も存在し、クラブ自体の存続も危ぶまれることもあったが、2000年代以降は概ね毎年部員100名を越え安定した活動を行っている。
現在の年間活動は5月（年度により6月）と12月に行う2度の定期演奏会、8月に早稲田大学マンドリン倶楽部と合同で行う「早慶ジョイントマンドリンコンサート」、10月に一貫教育校および大学、OBの各マンドリンクラブが一堂に会する「ALL KMC CONCERT」、の計4回の演奏会である。
指揮者は、クラブOBを常任指揮者として招いており、現在はOBの久保光司が務めている。12月の定期演奏会には客演指揮者として小林幸人を迎えている。
過去には、上記の服部正の他、小穴雄一が常任指揮者を務めた。

## 音楽観
慶應義塾マンドリンクラブの選曲の傾向として、マンドリンオーケストラのために作曲された曲だけでなく、ヴァイオリンオーケストラのために作曲された曲の編曲ものを取り上げることが多い。近年では交響曲をプログラムに取り上げることも増えてきている。
これは打楽器や木管楽器などのパートを自前で抱えているためであり、他のマンドリンオーケストラとは一線を画した特徴であるといえよう。